# Mauno Koivisto

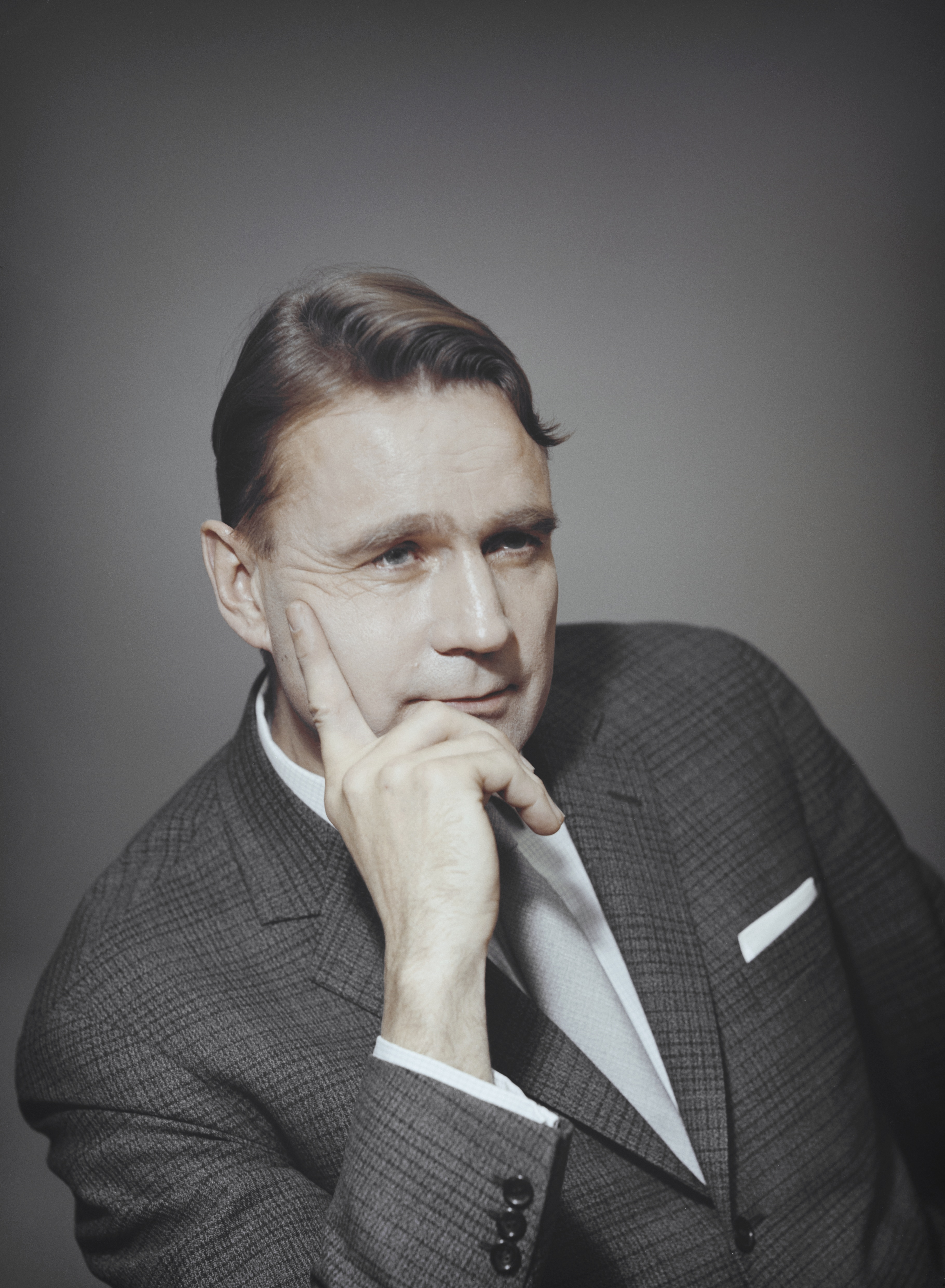
Mauno Koivisto 1967.

Mauno Henrik Koivisto, född 25 november 1923 i Åbo, död 12 maj 2017 i Helsingfors, var en finländsk bankman och politiker (socialdemokrat). Han var Finlands president från 1982 till 1994.
Före presidentposten var han bland annat finansminister (1966–1967), statsminister (1968–1970 och 1979–1982) samt chef för centralbanken Finlands Bank (1968–1982). När han valdes till president hade han i egenskap av statsminister redan fungerat som tillförordnad president en tid, eftersom företrädaren president Urho Kekkonen hade avgått av hälsoskäl året innan. Koivisto representerade Finlands socialdemokratiska parti, men lämnade detta som president såsom Finlands presidenter brukar göra efter att ha blivit valda.
Koivisto var den president som stärkte parlamentarismen i Finland och beskar presidentens stora maktbefogenheter.
Koivisto fortsatte att upprätthålla Finlands goda kontakter med Sovjetunionen. Han skapade också nära kontakter med USA:s ledare. Hans band till Norden och de nordiska kollegorna var mycket nära och förtroendefulla.
När Sovjetunionen föll hösten 1991 blev det stora ändringar i den finländska utrikespolitiken. På president Koivistos initiativ upphävdes restriktioner i Parisfredens avtal genom att Finland meddelade att "det själv beslutar om sin försvarspolitik", och VSB-pakten förhandlades bort med Sovjetunionen och Ryssland efter upplösningen av Sovjetunionen.
Dessutom ansökte Finland om medlemskap i EU våren 1992 parallellt med Sverige och Österrike. Det var Mauno Koivisto som aktivt och beslutsamt verkade på respektive ärende.
Mauno Koivistos tolvåriga presidentperiod var en framgångsrik tid för Finland. Det har sagts att Koivistos motto var stabilitet och demokrati.

## Biografi

### Statsvetare och politiker
Mauno Koivisto föddes 25 november 1923 i Åbo och var son till snickaren (på Crichton-Vulcan) Juho Koivisto och Hymni Sofia Eskola. Fadern hade varit till sjöss som ung och genomgått en religiös väckelse, vilket återspeglade sig i familjens liv; bland annat höll han lördagen som helgdag, trots att han inte var adventist. Koivistos mor var dotter till en kantor. Hon dog när sonen var tio år gammal, och i spåret av hennes död följde allehanda praktiska bekymmer med hushållet; fadern förblev ensamförsörjare.
Koivisto deltog under vinterkriget som 16-åring som frivillig i brandkåren på hemmafronten och stred under fortsättningskriget i infanteriet i samma spaningsenhet som den legendariske Mannerheimriddaren Lauri Törni.
Koivisto arbetade senare i Åbo hamn och studerade vid sidan om vid Åbo universitet. Han skrev bland annat en doktorsavhandling om de sociala förhållandena vid hamnen och gick med i socialdemokraterna. År 1957 flyttade han till Helsingfors och började på Arbetarsparbanken där han blev verkställande direktör 1959. År 1966 utsågs han till finansminister. Under denna period arbetade han bland annat för effektiva statsägda företag och allmän industrialisering. Den dåliga bytesbalansen korrigerades med en devalvering på 31 procent, vilket väckte kritik. År 1968 utnämndes Koivisto till direktör för Finlands Bank.

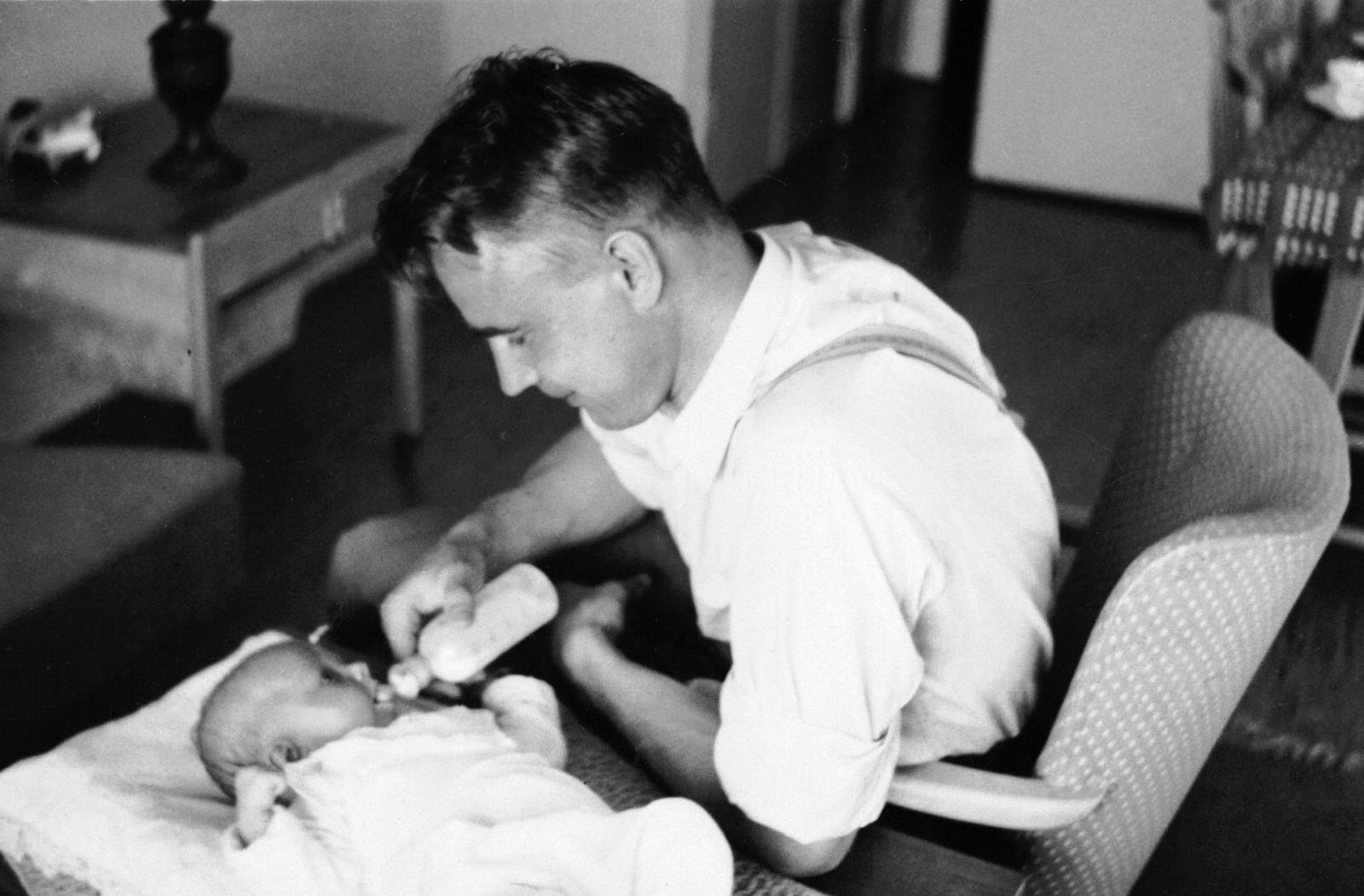
Mauno Koivisto och dottern Assi 1957.

År 1952 gifte han sig med Taimi Tellervo Kankaanranta (dotter till jordbrukaren Johannes Einari Kankaanranta och Olga Maria Saarinen). De har ett barn, Assi Koivisto, som föddes 1957.
Det var troligen antipatin gentemot kommunismen efter kriget som fick Koivisto att engagera sig politiskt. Han var aldrig riksdagsledamot, inte heller ordförande för SDP. I stället hade han som bankman profilerat sig som ekonomiskt sakkunnig.
År 1968 utnämndes Koivisto till statsminister och han bildade regering med vänsterpartiet DFFF. Koivistos regering ställdes inför viktiga beslut, och förmådde också fatta dem. Snart efter att regeringen bildats ingicks ett inkomstpolitiskt avtal. Ett annat stort samhällspolitiskt beslut var lagen om så kallad åkerpaketering (med syfte att minska den odlade åkerarealen) som ledde till nedläggning av tusentals efter kriget skapade småbruk, främst i norra och östra Finland. Följden blev att ett par hundra tusen människor tvingades söka sin utkomst i södra Finland och i Sverige. Koivisto blev populär för sina liberala åtgärder, bland annat började mellanöl säljas i vanliga butiker och abort tilläts. Koivisto tog endast försiktigt ställning mot Sovjetunionens invasion av Tjeckoslovakien. Han sade senare att han gråtit när han hört om invasionen. Regeringsperioden tog slut 1970 men Koivisto blev 1972 åter finansminister.
Det nordiska samarbetet låg Koivisto mycket varmt om hjärtat under hela hans karriär. Under hans första statsministerperiod förhandlade de nordiska länderna om bildandet av en tullunion, Nordek, som skulle ha fört den nordiska integrationen ett långt steg framåt utöver det som redan de facto var ganska unikt i världen med passfrihet och fri rörlighet som de starka symbolerna. Men Nordek blev inte av. Dels hade bland annat redan Danmark förberett sig för medlemskap i EEC, och dels fick Mauno Koivisto finna sig i att han blev stoppad av president Urho Kekkonen och minister- och bankkollegan Ahti Karjalainen. Sovjetunionens negativa inställning till Nordek var ju känd, och president Kekkonen ville inte ta en konflikt med stormakten i öst gällande den nordiska tullunionen. Nordek var en traumatisk upplevelse för Mauno Koivisto. Det tog heller inte mer än tre år innan Finland slöt frihandelsavtal med EG, också då i konflikt med Sovjets uppfattning.
Efter riksdagsvalet 1979 blev Koivisto återigen statsminister efter Kalevi Sorsa. Han var mera populär än konkurrenten och partikamraten Sorsa. Han blev även socialdemokraternas inofficiella kandidat som efterträdare till Finlands långvarige, och i detta skede dementa president, Urho Kekkonen.

### Finlands president

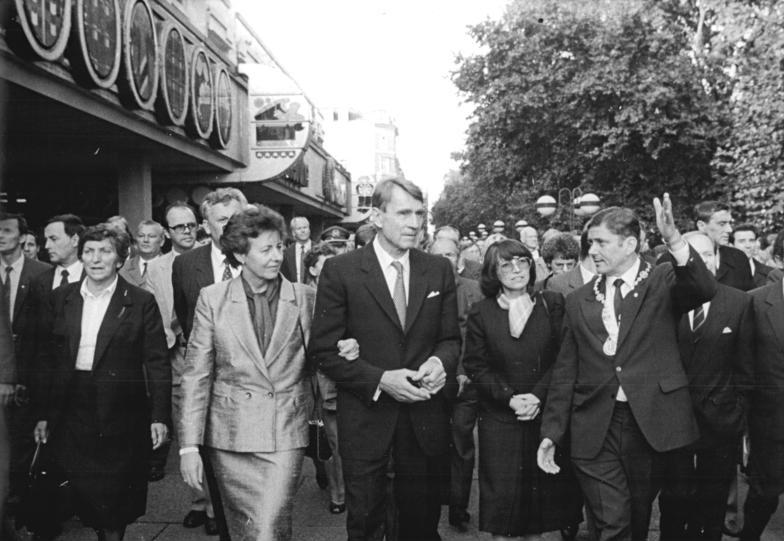
President Koivisto och fru Tellervo Koivisto besöker Dresden i Östtyskland 1987.

1981 avgick Kekkonen av hälsoskäl. Som statsminister blev Koivisto därmed tillfälligt president, en post med mycket stora maktbefogenheter vid denna tid. 1982 ordnades presidentval som Koivisto vann med en relativt stor majoritet. Koivisto hade lovat att reformera inrikespolitiken och stärka parlamentarismen genom att till exempel inte upplösa riksdagen, som Kekkonen hade gjort vid konflikter. Han behöll endast stark kontroll över utrikespolitiken och den finländska politiken blev avsevärt mera demokratisk. Det politiska vakuum som skapades fylldes av statsminister Kalevi Sorsa. Under riksdagsvalet och regeringsbildningen 1987 kom han dock att ta en aktiv ställning vad gäller utnämnandet av ministrar och stödde samlingspartisten Harri Holkeri. Koivisto, trots sin mindre auktoritära hållning, blev också ursinnig på att de borgerliga partiernas planer på att bilda en gemensam regering hade hållits hemliga. Det struntade Koivisto i och utsåg Harri Holkeri till regeringsbildare, och för första gången på 30 år fick Finland en blåröd regering, medan Centern fann sig vara ett oppositionsparti.
Finlands statsskick, som formades för 100 år sedan efter det första världskriget och de svåra åren efter inbördeskriget, präglades av en stark presidentmakt. Parlamentarismen stärktes på bekostnad av presidentmakten som måhända blivit väl så personlig och fått klara drag av maktfullkomlighet under tiden med Kekkonen som president.
Mauno Koivisto hade goda relationer med Michail Gorbatjov, George H.W. Bush och Ronald Reagan. Han förde en hemlig korrespondens med Gorbatjov och Bush. Han blev en synlig och pålitlig internationell ledare, vilket kanske bäst symboliserades av de toppmöten mellan USA och Sovjetunionen som ägde rum i Finland under Koivistos tid. Han talade flytande svenska, engelska och tyska, och lärde sig också ryska.
Hans relation till massmedierna var motsägelsefull: å ena sidan var han gallupfavorit, å andra sidan kallade han föraktfullt journalister för "lämlar", blev irriterad på massmediernas rapportering och försökte frigöra sig också från deras grepp.
Koivisto omvaldes 1988 genom en kombination av direkta val och elektorsval. Presidentens makt beskars också ytterligare och det bestämdes att en president endast kan bli omvald en gång. Kekkonen hade blivit omvald tre gånger.
Under denna period skedde stora omvälvningar. Koivisto tog till en början inte ställning för frihets- och självständighetssträvandena i Sovjetunionen utan stödde Michail Gorbatjov. Under de baltiska folkens frihetskamp i början på 1990-talet aktade Koivisto sig för att lova någonting som skulle ha kunnat uppmuntra balterna i deras strävanden; enligt hans uppfattning skulle det ha inneburit en förbindelse att stå dem bi i fall av en konflikt med ryssarna.
Under kalla kriget framstod Parisavtalets (1947) begränsningar oerhört försvårande för att kunna upprätthålla ett nationellt försvar med någorlunda trovärdighet. Det andra viktiga avtalet bilateralt mellan Finland och Sovjetunionen var fördraget om vänskap, samarbete och ömsesidigt bistånd, VSB-pakten, från april 1948. Finlands politiska manöverutrymme var mycket begränsat, men utvidgades sakta och successivt över tiden. Ännu vid tiden för europeiska säkerhetskonferensen i Helsingfors 1975 ville inte sovjetledarna erkänna finsk neutralitetspolitik, vilket president Urho Kekkonen försökte få dem att göra.
Under Kuwaitkriget 1990 stod Koivisto värd för USA:s och Sovjets presidenter i Helsingfors. I sitt utlåtande krävde Koivisto att Irak omedelbart och villkorslöst skulle dra sig tillbaka från Kuwait och släppa samtliga utländska gisslan.

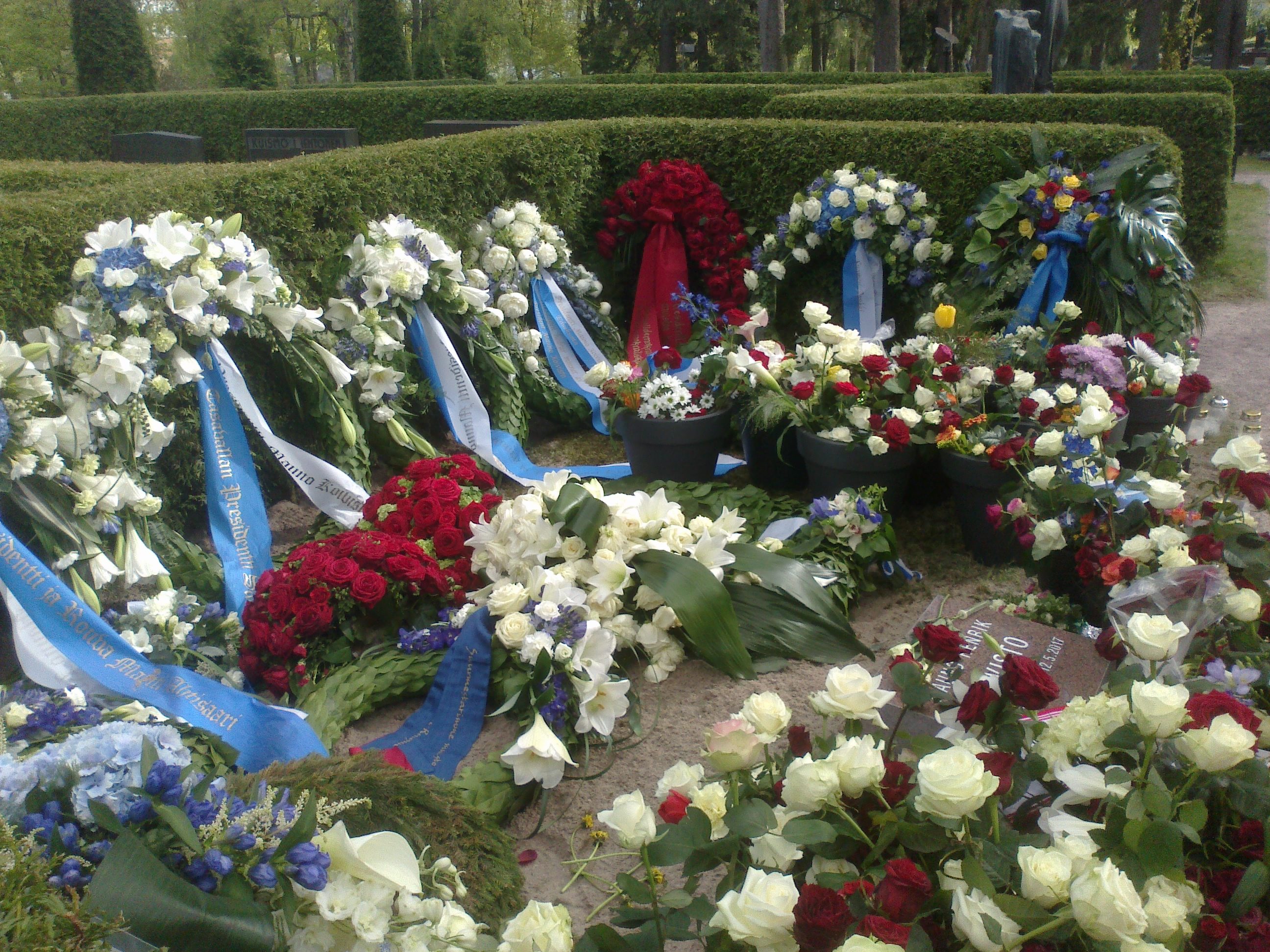
President Koivistos grav på Sandudds begravningsplats i Helsingfors den 26 maj 2017.

Efter Sovjetunionens kollaps tog Koivisto viktiga beslut: VSB-pakten och de begränsningar som satts på Finlands försvarsmakt i och med Parisfreden sades upp. Finland lämnade 1992 en medlemsansökan till Europeiska unionen (EU) in samtidigt med Sverige och Österrike. Mauno Koivisto motsatte sig NATO-medlemskap.
Allt gick givetvis inte Koivistos väg. Den starka valutans politik på slutet av 1980-talet visade sig i olika repriser vara ett mindre lyckat val, men han lyckade lotsa Finland genom en svår tid av förändring.
Presidentperioden tog slut 1994 då Martti Ahtisaari för första gången valdes till president genom direkt folkval.
Koivisto avled den 12 maj 2017 efter en längre tids sjukdom; han hade drabbats av Alzheimers sjukdom. Han jordfästes 25 maj 2017 i Helsingfors domkyrka och gravsattes på Sandudds begravningsplats.

## Meriter och uppdrag

Mauno Koivistos heraldiska vapen (här i utförande som riddare av Serafimerorden).

Mauno Koivisto avlade studentexamen vid Åbo finska samskola 1949. Han fortsatte därefter sina studier vid Åbo universitet, där han tog filosofie kandidatexamen och filosofie licentiatexamen 1953, samt avlade doktorsgrad 1956.
Mellan 1948 och 1951 var Koivisto föreståndare för Åbo hamnkontor. Därefter arbetade han som folkskollärare under perioden 1951–1953 och som yrkesvägledare i Åbo stad 1954–1957. År 1957 blev han invald i stadsfullmäktige i Åbo. Han övergick sedan till bankväsendet, först som direktör för Arbetarsparbanken i Helsingfors 1958–1959 och därefter som verkställande direktör för banken 1959–1967. Under åren 1968–1982 var han ordförande i direktionen för Finlands Bank. År 1982 valdes han till Republiken Finlands president, ett ämbete han innehade fram till 1994.
Koivisto var också medlem av statsrådet. Han tjänstgjorde som Finansminister 1966–1967 och återigen 1972, då han även var ställföreträdande statsminister. Han innehade posten som Statsminister i två omgångar: 1968–1970 och 1979–1982.
På det internationella planet var Koivisto aktiv i flera finansiella institutioner. Han var Finlands representant i förvaltningsrådet för Internationella Återuppbyggnadsbanken (IBRD) mellan 1966 och 1969, samt i Internationella Valutafonden (IMF) mellan 1970 och 1979.

## Utmärkelser

### Utmärkelsetecken
- Vinterkrigets minnesmedalj,  1940[13]
- Frihetsmedaljens 2. klass,  28 juli 1944[13]
- Minnesmedalj för deltagande i 1941-1945 års krig,  1956[13]
- Storkorset av Finlands Vita Ros’ orden,  6 december 1970[13]
- Folkrepubliken Ungerns flaggorden,  19 augusti 1971[14]
- San Carlos-orden,  14 augusti 1979[14]
- Militärens förtjänstmedalj,  4 juni 1980[13]
- Storkors av Sankt Olavs orden,  7 oktober 1980[14]
- Storkorset av Nationalförtjänstorden,  25 november 1980[14]
- Försvarsgillenas förtjänstmedalj,  1982[15]
- Reservistförbundet – Reservunderofficers-förbundets förtjänstkors med spänne,  1982[16]
- Storkorset med kedja av Finlands Vita Ros orden,  27 januari 1982[17]
- Frihetskorsets storkors,  27 januari 1982[18]
- Storkorset av Finlands Lejons orden,  27 januari 1982[18]
- Storkors av Heliga Lammets orden,  2 februari 1982[18]
- Kungliga Serafimerorden,  16 april 1982[19]
- Storkors med kedja av Isländska falkorden,  20 oktober 1982[19]
- Hedersdoktor vid Université Toulouse II Jean-Jaurès,  1983[20]
- Storkors med kedja av Sankt Olavs orden,  8 mars 1983[19]
- Elefantorden,  2 maj 1983[21]
- Leninorden,  24 november 1983[21]
- Folkrepubliken Ungerns flaggorden,  25 november 1983[21]
- Storkors av Hederslegionen,  31 januari 1984[22]
- San Marinos orden,  9 september 1984[22]
- Folkvänskapens stora stjärna,  16 oktober 1984[22]
- Riddare med storkors av Sankt Mikaels och Sankt Georgsorden,  9 november 1984[23]
- Förbundsrepubliken Tysklands förtjänstorden - storkors av särskilda klassen,  5 mars 1985[23]
- Stara Planina-orden,  19 april 1985[23]
- Österrikiska republikens förtjänstorden i guld,  11 oktober 1985[23]
- Stora jugoslaviska stjärnans orden,  15 april 1986[24]
- Stora ordensbandet av Krysantemumorden,  30 september 1986[24]
- Kedja av Vita lejonets orden,  23 april 1987[24]
- Al-Hussein orden,  13 oktober 1987[24]
- Storkors av Folkrepubliken Polens förtjänstorden,  7 april 1989[25]
- Storkors med kedja av Karl III:s orden,  3 juli 1989[25]
- Ojaswi Rajanya-orden,  11 september 1989[25]
- Storkorset av Nederländska Lejonorden,  4 maj 1990[25]
- Storkedja av Henrik Sjöfararens orden,  29 oktober 1990[26]
- Nassauska Gyllene lejonets orden,  31 maj 1993[26]
- Storkorsriddare med kedja av Republiken Italiens förtjänstorden,  14 september 1993[26]
- Vita örnens orden,  25 oktober 1993[27]
- Storkorset av Ungerska förtjänstorden,  25 november 1993[26]
- Gyllene olympiska orden,  8 augusti 1994[27]
- Terra Mariana-korsets orden, första klass,  16 november 2001[27]
- Finlands Reservofficersförbunds förtjänstmedalj i guld[28]
- Förtjänstmedalj för trafiksäkerhetsarbete[29]
- Befälsförbundets förtjänstmedalj med spänne[28]
- Krigsinvalidernas förtjänstkors[28]

[Redigera Wikidata]

### Hedersbetygelser
- 1977 Pol.dr h.c., Åbo universitet.
- 1978 Ekon.dr h.c., Handelshögskolan vid Åbo Akademi.
- 1983 Sociologiedoktor h.c. vid Universitetet i Toulouse (Soc.dr h.c., Toulouse), Frankrike.
- 1985 Doktor h.c. i samhällsvetenskap vid Tammerfors universitet.
- 1986 Pol.dr h.c., Helsingfors universitet.
- 1987 Juris doktor h.c., Karls-universitetet i Prag i (dåvarande) Tjeckoslovakien.
- 1988 Teknologie doktorsvärdighet h.c., Tekniska högskolan, Esbo.
- 1990 Fil.dr h.c., Helsingfors universitet.
- 1991 Ekon.dr h.c., Helsingfors handelshögskola
- 1992 hedersledamot av Finska Vetenskapsakademien[30]

### Militärgrad
- Undersergeant